# Іванівка (Любашівська селищна громада)
Іва́нівка — село Любашівської селищної громади Подільського району Одеської області України. Населення становить 427 осіб.

## Населення
Згідно з переписом УРСР 1989 року чисельність наявного населення села становила 475 осіб, з яких 221 чоловік та 254 жінки.
За переписом населення України 2001 року в селі мешкало 425 осіб.

## З історії
Колишній орган місцевого самоврядування — Іванівська сільська рада.
12 червня 2020 року, відповідно до Розпорядження Кабінету Міністрів України від № 724-р «Про визначення адміністративних центрів та затвердження територій територіальних громад Одеської області», увійшло до складу Любашівської селищної громади.
19 липня 2020 року, в результаті адміністративно-територіальної реформи і ліквідації Любашівського району, село увійшло до складу новоутвореного Подільського району.

### Мова
Розподіл населення за рідною мовою за даними перепису 2001 року:
| Мова       | Відсоток |
| ---------- | -------- |
| українська | 93,91 %  |
| молдовська | 4,92 %   |
| російська  | 0,70 %   |
| білоруська | 0,23 %   |
| інші       | 0,24 %   |